# Edmund Pawlak
Edmund Zygmunt Pawlak (ur. 15 stycznia 1934 w Słupcy, zm. 10 września 2016 w Warszawie) – polski naukowiec, profesor nadzwyczajny, doktor nauk technicznych (elektronik-technologia), inżynier, polityk, dyplomata. W ostatnim okresie życia był profesorem Wyższej Szkoły Umiejętności Społecznych w Poznaniu, oraz prezesem Fundacji Wspierania Współpracy Polsko-Litewskiej im. Adama Mickiewicza w Warszawie. Pochowany na Cmentarzu w Pyrach.

## Edukacja
Syn Józefa i Józefy. Studiował na Politechnice Warszawskiej na Wydziale Mechaniki Precyzyjnej (Mechatroniki) i na Wydziale Elektroniki otrzymując tytuł magistra inżyniera w 1959 i tytuł doktora nauk technicznych w 1975. W 1977 ukończył studia dyplomatyczno-konsularne na Akademii Nauk Społecznych.
W latach 1996–1997 uczestniczył w studiach seminaryjnych poświęconych Unii Europejskiej w celu przygotowania administracji centralnej kraju, do członkostwa Polski w UE. W szczególności obejmowały one: zarządzanie sprawami publicznymi w procesie integracji europejskiej (Instytut Europejski w Łodzi wraz z European Institute of Public Administration Maastricht), przygotowanie i prowadzenie negocjacji akcesyjnych (MSZ Sztokholm), proces dostosowanie do prawa wspólnotowego (organizator – Niemiecka Fundacja Międzynarodowa Współpracy Prawa w Bonn w Bratysławie); i inne seminaria w URM.
W 2012 władze uczelni PW nadały nu „Złoty Dyplom Politechniki Warszawskiej” i medal 50-lecia Wydziału Mechaniki Precyzyjnej i Mechatroniki.

## Zajmowane stanowiska
W latach 1951–1953 pełnił obowiązki zastępcy kierownika Oddziału NBP w Słupcy. W latach 1958–1982 był nauczycielem akademickim na Politechnice Warszawskiej (asystent w Instytucie Technologii Przyrządów Precyzyjnych oraz starszy wykładowca w Instytucie Technologii Elektronowej).
W latach 1977–1981 radca, zastępca ambasadora PRL w Szwecji. W latach 1990–1995 ambasador, szef Misji RP w Królestwie Jordanii.
W latach 1997–2006 był konsultantem Związku Banków Polskich.
Od 1998 był profesorem Wyższej Szkoły Umiejętności Społecznych w Poznaniu (WSUS). Członek Rady Programowej Zeszytów Naukowych „Wiedza i Umiejętności”. W latach 1998–2006 i 2008–2012 był członkiem senatu uczelni.
W latach 2003–2006 był członkiem Rady Programowej Instytutu Zarządzania w Warszawie.

## Polityka
W latach 1982–1990 pełnił funkcje polityczne m.in. podsekretarza stanu w Urzędzie Rady Ministrów, doradcy wicepremiera i premiera URM, dyrektora generalnego, sekretarza premiera M. F. Rakowskiego. Był również doradcą Komitetu Ekonomicznego Rady Ministrów w URM w 1996. W latach 1997–2006 pełnił funkcję doradcy KERM i Komitetu Stałego Rady Ministrów w Kancelarii Prezesa Rady Ministrów.
W 1996 był jednym z założycieli Fundacji Wspierania Współpracy Polsko-Litewskiej im. A. Mickiewicza powołanej przy auspicji Prezydenta RP Aleksandra Kwaśniewskiego. Od 1996 do dziś pełni funkcję prezesa zarządu. Fundacja prowadzi działalność społeczno-polityczną na rzecz zbliżenia polsko-litewskiego. Z ramienia Fundacji w latach 1997–2005 był członkiem Komitetu Konsultacyjnego Prezydentów RP i Republiki Litewskiej powołanego przez Prezydenta Polski. Zainicjował polsko-litewską honorową nagrodę im. Jerzego Giedroycia przyznawaną wspólnie przez Prezydentów Polski i Litwy za rozwój przyjaźni i współpracy między społeczeństwami obydwu państw. W latach 2001–2005 pełnił rolę sekretarza Polskiej Kapituły tej nagrody. Otrzymał Wstęgę Niemna nadaną przez Polsko-Litewską Izbę Gospodarczą.

## Działalność naukowa
Badania struktury i właściwości elektrycznych cienkich polikrystalicznych warstw i inne publikacje w tym książkowe:
- „Correlation between the structure and the 1/f noise of the polycrystalline CdxHg1-xTe (x=0,1)”, E. Pawlak, A. Świt, B. Paszkowski (Electron Technology) 1977,
- „Struktura i właściwości szumowe cienkich polikrystalicznych warstw CdxHg1-xTe (x=0,1) w zakresie małych częstotliwości”, PW, Prace naukowe, Elektronika nr. 32, s. 110, Warszawa 1977,
- „Struktura a niektóre właściwości elektryczne cienkich polikrystalicznych warstw CdxHg1-xTe (x=0,1)”, E. Pawlak, E. Stolarski, Archiwum Elektrotechniki PAN, 1977,
- „The effect of the structure of polycrystalline CdxHg1-xTe (x= 0.1) thin films on their resistance and capacitance at high frequencies”, E.Pawlak (Electron Technology), 14, Warszawa 1981
- „The effect of the structure of polycrystalline CdxHg1-xTe (x=0,1) thin films on their admittance”, E.Pawlak (Electron Technology) 1982,
- „Bezkontaktowa metoda pomiaru admitancji płytek półprzewodnikowych”, E.Pawlak (Archiwum Elektrotechniki PAN) 1982,
- „Przewodnictwo cienkich polikrystalicznych warstw związków półprzewodnikowych”, E.Pawlak (Rozprawy Elektrotechniczne PAN) 1985,
- „Modele przewodnictwa cienkich polikrystalicznych warstw krzemu”, E.Pawlak (Rozprawy Elektrotechniczne PAN) 1987;
- „Technologia Przyrządów Precyzyjnych” E.Pawlak wspólnie z A. Panasiukiem, wydanie I w 1964, aż do wydania VI 1986, Wyd. Szkolne i Pedagogiczne, Warszawa
- „Mikropołączenia ultradźwiękami w elektronice i mechanice precyzyjnej”, E. Pawlak, Nowa Technika 58, stron 100, TWN-T, Warszawa 1965,

## Odznaczenia
- Krzyż Komandorski (2005)[20], Oficerski i Kawalerski Orderu Odrodzenia Polski,
- Order Wielkiego Księcia Litewskiego Giedymina, IV klasy (Oficerski),
- Złoty i Srebrny Krzyż Zasługi,
- Odznaczenie z okazji przyjęcia Litwy do NATO nadane przez prezydenta RL Valdasa Adamkusa,
- Medal Komisji Edukacji Narodowej,
- Brązowy Medal Zasłużony Kulturze Gloria Artis (2010)[21]
- Medal 30-lecia CSRS i 40-lecia PRL.

## Organizacje i członkostwa
- Członek Komendy Hufca Konin, stopień HO, ZHP 1946–49,
- Związek Nauczycielstwa Polskiego 1958–81,
- Sekretarz Komisji Centralnej Rady ZZ 1966–71,
- Działacz Zrzeszenia Studentów Polskich 1954–69:
- Przewodniczący studentów i Rady Uczelnianej ZSP Politechniki Warszawskiej w latach 1956–1958,
- Członek redakcji „Politechnik” 1957–59,
- PZPR 1963–90,
- Członek Rady Okręgowej i Naczelnej ZSP 1957–63: Komitetu Wykonawczego RN i przewodniczący Komitetu Uczelni Technicznych 1960–63, wiceprzewodniczący Rady Naczelnej ZSP i przewodniczący Komisji Nauki RN ZSP 1963–66,(otrzymał Medal 600-lecia UJ, 200-lecia KEN, 500-lecia Mikołaja Kopernika oraz statuetkę za zasługi dla rozwoju Studenckiego Ruchu Naukowego),
- Przewodniczący Komisji Rewizyjnej ZSP 1966–69,
- Członek honorowy ZSP (od 1969); w 2012 roku otrzymał Medal za Zasługi dla Ruchu Studenckiego z okazji 60. rocznicy powstania ZSP,
- ZMS (1959–63) członek Rady Studenckiej Zarządu Głównego (1961–63),
- Członek Rady Wynalazczości przy Urzędzie Patentowym (1966–71),
- Członek Polskiej Grupy Narodowej AIPPI (1973–77),
- Członek Polskiego Komitetu Narodowego PUGWASH (1973–77);
- Współzałożyciel, wiceprzewodniczący i przewodniczący Polskiej Komitetu IAESTE (1963–78), Organizator 19. międzynarodowej Konferencji IAESTE (1966), w 2009 roku podczas 50. rocznicy Polskiej Komitetu i 62. międzynarodowej Konferencji (drugiej w Polsce) nagrodzony kryształowym emblematem „IAESTE 1948–2008” przez międzynarodowy Sekretariat Generalny za wkład w rozwój tej organizacji[22][23],
- Współzałożyciel i członek Krajowej Rady Wspierania Inicjatyw Gospodarczych przy Sejmie RP (1987–90),
- Członek Ogólnopolskiej Komisji Historycznej Ruchu Studenckiego (od 1987) i Fundacji Komisji Historycznej Ruchu Studenckiego,
- Współzałożyciel Polskiego Stowarzyszenia Obywatelskiego „Dom Europejski” w 2000,
- Członek, założyciel Stowarzyszenia „Ordynacka” (2001)
- Członek Stowarzyszenia Absolwentów i Przyjaciół Politechniki Warszawskiej od 2003, w 2011 otrzymał Certyfikat Przynależności za Owocną Współpracę.